# Heinz Eicher
Heinz Eicher (* 19. August 1924 in Mannheim; † 14. Oktober 2011) war ein deutscher Verwaltungsjurist. Er war von 1972 bis 1977 Staatssekretär im Bundesministerium für Arbeit und Sozialordnung.

## Leben

### Ausbildung
Heinz Eicher, Sohn eines Bankangestellten, besuchte von 1931 bis 1942 die Volksschule und Oberschule in Berlin und bestand im Juli 1942 das Abitur. Im Anschluss folgte seine Einziehung zum Reichsarbeitsdienst, wo er bis 1944 tätig war. Danach studierte er von 1944 bis 1945 zunächst Medizin in Tübingen und ab dem Wintersemester 1945 Rechts- und Staatswissenschaften in Freiburg und Mainz. Im November 1948 legte er das erste juristische Staatsexamen ab und leistete von Februar 1949 bis Oktober 1952 den juristischen Vorbereitungsdienst in Rheinland-Pfalz. Das zweite juristische Staatsexamen legte er im Oktober 1952 ab.

### Laufbahn
Eicher begann seinen Berufsweg im November 1952 bei der Landesversicherungsanstalt Rheinland-Pfalz und wechselte im Januar 1954 zur Bundesversicherungsanstalt für Angestellte nach Berlin. Es folgte im Mai 1955 eine Abordnung als Hilfsreferent im Generalsekretariat für die Sozialreform zum Bundesministerium für Arbeit. Er verließ im März 1957 auf Antrag das Beamtenverhältnis und arbeitete von April 1957 bis Dezember 1958 als Assistent des Vorstandes der Badischen Anilin- und Sodafabrik. 
Danach kehrte er im Januar 1959 in das Bundesministerium für Arbeit und Sozialordnung zurück und war dort als Hilfsreferent im Referat für Grundsatzfragen der Rentenversicherungen, Rentenversicherung der Arbeiter, Fremdrentenrecht der Abteilung für Sozialversicherung, Sozialreform und zugleich im Generalsekretariat für die Sozialreform tätig. Hier avancierte er 1965 zum Leiter des Referates für Rentenversicherung der Angestellten. Anschließend war er von 1967 bis 1972 Vizepräsident des Bundesversicherungsamtes.
Er wurde am 18. Dezember 1972 unter Bundesminister Walter Arendt (SPD) zum Staatssekretär im Bundesministerium für Arbeit und Sozialordnung ernannt. Er wurde 1977 im Zuge des Ministerwechsels in den einstweiligen Ruhestand versetzt.
Danach war er als Fachanwalt für Sozialrecht tätig.

### Persönliches
Heinz Eicher war mit Christa, geb. Nicolaus, verheiratet und hat drei Kinder: Thomas, Sabina und Ute.

## Auszeichnungen (Auswahl)
- 1998: Großes Verdienstkreuz der Bundesrepublik Deutschland